# Kiedy znów zakwitną białe bzy (album Reny Rolskiej)
Kiedy znów zakwitną białe bzy – trzeci album studyjny Reny Rolskiej wydany w 1966 roku przez Pronit. Album ukazał się w formie 12-calowego longplaya i podsumowywał dorobek artystki z kilku poprzednich lat jej aktywności estradowej. Jego wydanie zostało poprzedzone jednym singlem.
W 1963 na I Krajowym Festiwalu Piosenki Polskiej w Opolu Rena Rolska otrzymała wyróżnienie śpiewając utwór Bal u Zizi, który znalazł się na albumie Kiedy znów zakwitną białe bzy.

## Lista utworów
Strona a:
1. Kiedy znów zakwitną białe bzy (Franz Doelle – Harryman)
2. Bal u Zizi (Karol Wieczorek – Zbigniew Stawecki)
3. Zatańczmy tango (Henryk Wars – Andrzej Włast)
4. Złoty pierścionek (Jerzy Wasowski – Roman Sadowski)
5. Nad Czarną Hańczą (Marian Radzik – Zbigniew Kaszkur, Zbigniew Zapert)
6. Właśnie dlatego (Marek Sart – Andrzej Tylczyński)
7. Na szczęście (Romuald Żyliński – Edward Fiszer)

Strona b:
1. Ej, Piotr (Ryszard Sielicki – Andrzej Bianusz)
2. Samotność (Alfred Schütz – Alfred Schütz, Wili Wiliński)
3. Chciałabym, a boję się (Milton Ager – Marian Hemar)
4. Mam chłopczyka na Kopernika (Jerzy Boczkowski – Julin Wim)
5. Rausz (Angel Gregorio Villoldo – Zbigniew Stawecki)
6. Zapomnisz o mnie (Henryk Wars – Andrzej Włast)
7. A w Zakopanym sypie śnieg (Romuald Żyliński – Zbigniew Zapert, Andrzej Tylczyński)

## Charakterystyka albumu
Trzeci album studyjny Reny Rolskiej podsumowuje kilka ostatnich lat działalności artystycznej piosenkarki. Na płycie znalazły się utwory premierowe, jak i przedwojenne, m.in. tytułowy Kiedy znów zakwitną białe bzy, ale i również Zatańczmy tango, Chciałabym, a boję się czy Zapomnisz o mnie. Wszystkie utwory zawarte na płycie zostały nagrane w Studio Polskich Nagrań w Warszawie

## Single poprzedzające album
[1966] Pronit SP152 – Kiedy znów zakwitną białe bzy / Rausz

## Muzycy
Opracowano na podstawie materiału źródłowego.
Rena Rolska – śpiew
Orkiestra Taneczna Polskiego Radia p/d Edwarda Czernego (A-2, 5, 6, 7, B-7)
Zespół Instrumentalny p/d Tadeusza Suchockiego (A-1, 3, 4, B-2, 3, 4, 5, 6)
Orkiestra p/d Bogusława Klimczuka (B-1)

## Realizatorzy
Opracowano na podstawie materiału źródłowego.
Reżyser nagrania – Wojciech Piętowski
Operator dźwięku – Halina Jastrzębska
Zdjęcie na okładce – Tadeusz Biliński